# Nazionale maschile under 21 di calcio della Repubblica Ceca
La Nazionale di calcio della Repubblica Ceca Under-21 è la rappresentativa calcistica Under-21 della Repubblica Ceca ed è sotto il coordinamento della Federazione calcistica della Repubblica Ceca. Partecipa al Campionato europeo di categoria, che si tiene ogni due anni.

## Partecipazioni ai tornei internazionali

### Europeo U-21
Dal 1918 al 1993 la Repubblica Ceca non aveva una propria nazionale in quanto lo stato ceco era inglobato nella Cecoslovacchia. Esisteva, quindi, un'unica nazionale che rappresentava tutta la Cecoslovacchia.
- 1996: Quarti di finale
- 1998: Non qualificata
- 2000: Finalista
- 2002: Campione
- 2004: Non qualificata
- 2006: Non qualificata
- 2007: Primo turno
- 2009: Non qualificata
- 2011: Semifinale
- 2013: Non qualificata
- 2015: Primo turno
- 2017: Primo turno
- 2019: Non qualificata
- 2021: Primo turno
- 2023: Primo turno
- 2025: Primo turno

## Palmarès
- Campionati europei: 1

2002

## Record individuali
Statistiche aggiornate al settembre 2016. Con l'asterisco i giocatori ancora in attività.

### Giocatori con più presenze
| #  | Giocatore           | Periodo   | Presenze | Reti |
| -- | ------------------- | --------- | -------- | ---- |
| 1. | Jan Polák*          | 1999-2003 | 46       | 0    |
| 2. | David Kobylík*      | 2004-2007 | 28       | 7    |
| 2. | Bořek Dočkal*       | 2007-2011 | 28       | 8    |
| 2. | Josef Kaufman*      | 2000-2003 | 28       | 0    |
| 5. | Jan Lecjaks*        | 2008-2012 | 27       | 1    |
| 5. | Michal Papadopulos* | 2004-2007 | 27       | 4    |
| 7. | Lukáš Došek*        | 1998-2000 | 26       | 2    |
| 8. | Michal Kadlec*      | 2004-2007 | 26       | 1    |
| 9. | Ondřej Mazuch*      | 2007-2011 | 26       | 1    |
| 7. | Tomáš Pekhart*      | 2007-2011 | 26       | 17   |
| 7. | Roman Týce          | 1996-2000 | 26       | 0    |
| 7. | Tomáš Ujfaluši      | 1997-2000 | 26       | 1    |

### Giocatori con più reti
| 1. | Patrik Schick     | 2014-2017 | 11 | 12 | 1.   | Tomáš Pekhart* | 2007-2011 | 17 | 26 | 0.65 |
| 2. | Jan Chramosta     | 1996–2006 | 12 | 12 | 1    |                |           |    |    |      |
| 3. | Milan Baroš*      | 1999-2002 | 9  | 19 | 0.47 |                |           |    |    |      |
| 3. | Tomáš Došek*      | 1998-2002 | 9  | 23 | 0.31 |                |           |    |    |      |
| 5. | Bořek Dočkal*     | 2007-2011 | 8  | 28 | 0.29 |                |           |    |    |      |
| 5. | Pavel Novotný     | 1993-1996 | 8  | 18 | 0.44 |                |           |    |    |      |
| 5. | Václav Svěrkoš*   | 2003-2005 | 8  | 23 | 0.35 |                |           |    |    |      |
| 8. | Václav Kadlec*    | 2010-2015 | 7  | 14 | 0.5  |                |           |    |    |      |
| 8. | David Kobylík*    | 2001–2005 | 7  | 28 | 0.25 |                |           |    |    |      |
| 8. | Vratislav Lokvenc | 1993-1996 | 7  | 13 | 0.54 |                |           |    |    |      |
| 8. | Libor Sionko      | 1998-2000 | 7  | 19 | 0.37 |                |           |    |    |      |
| 8. | Štěpán Vachoušek  | 2000-2002 | 7  | 20 | 0.35 |                |           |    |    |      |

## Rose

### Europei
Campionato d'Europa Under-21 UEFA 20001 Chvalovský, 2 Lu. Došek, 3 Petrouš, 4 Grygera, 5 Lengyel, 6 Týce, 7 Sionko, 8 Ujfaluši, 9 Jankulovski, 10 T. Došek, 11 Baroš, 12 Polák, 13 Jarošík, 14 Brabec, 15 Jarolím, 16 Drobný, 17 Li. Došek, 18 Šimák, 19 Heinz, 20 Bureš, CT: Brückner
Campionato d'Europa Under-21 UEFA 20021 J.Drobný, 2 Jiránek, 3 Horák, 4 Voříšek, 5 Grygera, 6 V.Drobný, 7 Kobylík, 8 Zelenka, 9 Baroš, 10 Vachoušek, 11 Pospíšil, 12 Jun, 13 Piták, 14 Rozehnal, 15 Polák, 16 Čech, 17 Hübschman, 18 Žůrek, 19 Skácel, 20 Kováč, 21 Hrdlička, 22 Chvalovský, CT: Beránek
Campionato d'Europa Under-21 UEFA 20071 Zlámal, 2 Kaufman, 3 Kuncl, 4 Hubník, 5 Kadlec, 6 Hušek, 7 Kolář, 8 Jirsák, 9 Krbeček, 10 Holenda, 11 Pudil, 12 Švec, 13 Klein, 14 Papadopulos, 15 Rajtoral, 16 Kubásek, 17 Kladrubský, 18 Kysela, 19 Fillo, 20 Rýdel, 21 Kopic, 22 Blažek, 23 Švenger, CT: Škorpil
Campionato d'Europa Under-21 UEFA 20111 Vaclík, 2 Lecjaks, 3 Řezník, 4 Mazuch, 5 Čelůstka, 6 Vácha, 7 Hořava, 8 Dočkal, 9 Kozák, 10 Morávek, 11 Pekhart, 12 Kovařík, 13 Gecov, 14 Kadlec, 15 Černý, 16 Štěch, 17 Suchý, 18 Mareček, 19 Chramosta, 20 Rabušic, 21 Hošek, 22 Hloušek, 23 Hanuš, CT: Dovalil
Campionato d'Europa Under-21 UEFA 20151 Koubek, 2 Kadeřábek, 3 Kadlec, 4 Jánoš, 5 Brabec, 6 Petrak, 7 Houska, 8 Zmrhal, 9 Kliment, 10 Skalák, 11 Frýdek, 12 Trávník, 13 Krejčí, 14 Takács, 15 Baránek, 16 Pavlenka, 17 Přikryl, 18 Masopust, 19 Hybš, 20 Jugas, 21 Hanousek, 22 Kalas, 23 Reichl, CT: Dovalil
Campionato d'Europa Under-21 UEFA 20171 Vejmola, 2 Simič, 3 Havlík, 4 Sáček, 5 Souček, 6 Lüftner, 7 Juliš, 8 Barák, 9 Chorý, 10 Trávník, 11 Jankto, 12 Hubínek, 13 Nečas, 14 Schick, 15 Stronati, 16 Zima, 17 Černý, 18 Ševčík, 19 Havel, 20 Hašek, 21 Holzer, 22 Kaša, 23 Macej, CT: Lavička
Campionato d'Europa Under-21 UEFA 20211 Kovář, 2 Vitík, 3 Chaluš, 4 Holík, 5 Plechatý, 6 Sadílek, 7 Bucha, 8 Havelka, 9 Janošek, 10 Šašinka, 11 L. Krejčí, 12 Lingr, 13 Kohút, 14 Žitný, 15 Fukala, 16 Jedlička, 17 Ostrák, 18 Granečný, 19 Karabec, 20 Drchal, 21 Šulc, 22 Vaníček, 23 Trmal, CT: K. Krejčí
Campionato d'Europa Under-21 UEFA 20231 Jaroš, 2 Vitík, 3 Hranáč, 4 Gabriel, 5 Pojezný, 6 Fukala, 7 Kušej, 8 Červ, 9 Sejk, 10 Karabec, 11 Šulc, 12 Cedidla, 13 Daněk, 14 Fila, 15 Koubek, 16 Neuman, 17 Jurasék, 18 Pech, 19 Vlček, 20 Žambůrek, 21 Valenta, 22 Kaloč, 23 Markovič, CT: Suchopárek
Template:Repubblica Ceca maschile Under-21 calcio europeo 2025

## Rosa attuale
Lista dei 23 giocatori convocati per il Campionato europeo di calcio Under-21 del 2025 in Slovacchia.
Presenze e reti aggiornate al 5 giugno 2025.
| 1  | P | Jiří Borek        | 23 settembre 2002 (22 anni) | 1  | 0  | Slovácko       |  |  |
| 23 | P | Jan Koutný        | 14 ottobre 2004 (20 anni)   | 0  | 0  | Sigma Olomouc  |  |  |
| 16 | P | Lukáš Horníček    | 13 luglio 2002 (22 anni)    | 10 | 0  | Braga          |  |  |
|    |   |                   |                             |    |    |                |  |  |
| 4  | D | Martin Suchomel   | 11 settembre 2002 (22 anni) | 12 | 0  | Sparta Praga   |  |  |
| 5  | D | Štěpán Chaloupek  | 8 marzo 2003 (22 anni)      | 10 | 0  | Slavia Praga   |  |  |
| 8  | D | Denis Halinský    | 13 luglio 2003 (21 anni)    | 6  | 1  | Slovan Liberec |  |  |
| 18 | D | Filip Prebsl      | 4 marzo 2003 (22 anni)      | 13 | 0  | Górnik Zabrze  |  |  |
| 19 | D | Karel Spáčil      | 18 maggio 2003 (22 anni)    | 6  | 0  | Hradec Králové |  |  |
| 20 | D | Josef Koželuh     | 15 febbraio 2002 (23 anni)  | 8  | 0  | Slovan Liberec |  |  |
| 22 | D | Matěj Hadaš       | 25 novembre 2003 (21 anni)  | 3  | 0  | Sigma Olomouc  |  |  |
|    |   |                   |                             |    |    |                |  |  |
| 2  | C | Jan Paluska       | 23 giugno 2005 (19 anni)    | 0  | 0  | Viktoria Plzeň |  |  |
| 3  | C | Ondřej Kričfaluši | 9 marzo 2004 (21 anni)      | 8  | 0  | Teplice        |  |  |
| 6  | C | Patrik Vydra      | 20 giugno 2003 (21 anni)    | 16 | 0  | Sparta Praga   |  |  |
| 10 | C | Adam Karabec      | 2 luglio 2003 (21 anni)     | 27 | 5  | Amburgo        |  |  |
| 11 | C | Albert Labík      | 13 maggio 2004 (21 anni)    | 4  | 0  | Teplice        |  |  |
| 12 | C | Alexandr Sojka    | 2 aprile 2003 (22 anni)     | 4  | 0  | Viktoria Plzeň |  |  |
| 13 | C | Kryštof Daněk     | 5 gennaio 2003 (22 anni)    | 21 | 3  | LASK           |  |  |
| 14 | C | Vojtěch Stránský  | 13 marzo 2003 (22 anni)     | 2  | 0  | Mladá Boleslav |  |  |
| 15 | C | Denis Višinský    | 21 marzo 2003 (22 anni)     | 7  | 0  | Slovan Liberec |  |  |
| 17 | C | Daniel Langhamer  | 20 marzo 2003 (22 anni)     | 8  | 0  | Teplice        |  |  |
|    |   |                   |                             |    |    |                |  |  |
| 7  | A | Daniel Fila       | 21 agosto 2002 (22 anni)    | 20 | 10 | Venezia        |  |  |
| 9  | A | Václav Sejk       | 18 maggio 2002 (23 anni)    | 33 | 12 | Famalicão      |  |  |
| 21 | A | Filip Vecheta     | 15 febbraio 2003 (22 anni)  | 9  | 0  | Karviná        |  |  |